# Huracà Florence
|  | Per a altres significats, vegeu «huracà Florence (2006)». |

Florence fou un potent huracà de tipus Cap Verd de llarga vida que va causar danys catastròfics a les Carolines al setembre del 2018, principalment a causa de les inundacions d'aigua dolça derivades de les pluges torrencials. La sisena tempesta batejada, el tercer huracà i el primer gran huracà de la temporada d'huracans de l'Atlàntic de 2018, Florence s'originà a partir d'una forta ona tropical sorgida a la costa oest d'Àfrica el 30 d'agost. L'ona s'organitzà constantment i es va enfortir en una depressió tropical l'endemà prop de Cap Verd. Progressant al llarg d'una trajectòria constant oest-nord-oest, el sistema es va enfortir gradualment, adquirint força de tempesta tropical l'1 de setembre. El 4–5 de setembre es va produir una ràpida intensificació culminant amb Florence esdevenint un huracà de categoria 4 a l'escala Saffir-Simpson (SSHWS), amb vents màxims estimats de 130 mph (215 km/h). La forta cisalla va provocar un ràpid debilitament i Florence es va debilitar fins a força de la tempesta tropical el 7 de setembre. Els corrents de direcció canviants van portar a un gir cap a l'oest en un entorn més adequat; de resultes Florence es va tornar a intensificar fins a força d'huracà el 9 de setembre i a l'estat de gran huracà l'endemà. Florence va assolir la màxima intensitat l'11 de setembre, amb vents d'1 minut de 150 mph (240 km/h) i una pressió central mínima de 937 mbar (27.7 inHg). Un cicle inesperat de substitució de la paret de l'ull i la disminució del contingut de calor oceànica van provocar-ne un progressiu debilitament; tanmateix, la tempesta va créixer al mateix temps. Florence va tocar terra als Estats Units el 14 de setembre, just al sud de la Wrightsville Beach, Carolina del Nord, com a huracà de categoria 1, i es va debilitar encara més a mesura que es movia lentament terra endins sota la influència de corrents de direcció afeblits. Florence va degenerar en un cicló post-tropical sobre Virgínia de l'Oest el setembre 17 i absorbit per un altre tempesta frontal dos dies després.
A l'inici de la tempesta el sistema provocà borrasques a les illes de Cap Verd, provocant esllavissades de terra menors i inundacions. Tanmateix els efectes globals continuaren sent insignificants. Amb l'amenaça d'un impacte important al sud-est i l'Atlàntic Mitjà dels Estats Units el 7 de setembre prenent rellevància pública quan els governadors de Carolina del Nord, Carolina del Sud, Virgínia, Geòrgia i Maryland, i l'alcalde de Washington DC van declarar l'estat d'emergència. El 10 i l'11 de setembre els estats de Carolina del Nord, Carolina del Sud i Virgínia van emetre ordres d'evacuació obligatòria per a algunes de les seves comunitats costaneres, pronosticant que el personal d'emergència no hi podria arribar un cop arribés la tempesta. Tot i que Florence va tocar terra com un huracà de categoria 1 molt afeblit, els vents associats al cicló tropical van ser prou forts com per arrencar arbres i línies elèctriques, provocant força talls d'electricitat a les Carolines. A més, a causa del lent desplaçament de la tempesta, caigueren forts aiguats a les Carolines durant diversos dies. Juntament amb una potent maror ciclònica, la pluja va provocar inundacions generalitzades al llarg d'un llarg tram de la costa de Carolina del Nord, des de New Bern fins a Wilmington. Les inundacions a l'interior del Florence van inundar ciutats com Fayetteville, Smithfield, Lumberton, Durham i Chapel Hill. La majoria de les principals carreteres i autopistes de la zona sofriren inundacions, amb grans trams de l'I-40, I-95 i la ruta nord-americana 70 restant intransitables durant dies després del pas de la tempesta. Wilmington restà aïllada de la resta del continent per les inundacions. La tempesta també va generar tornados en diversos llocs al seu pas, inclòs un tornado de classe EF2 que va matar una persona a Virgínia. Molts llocs assoliren rècords de pluges, establint rècords de pluja màxims d'un cicló tropical a les dues Carolines. En total, la tempesta va causar danys per 24.230 milions de dòlars, principalment a les Carolines, i 54 morts.

## Història meteorològica

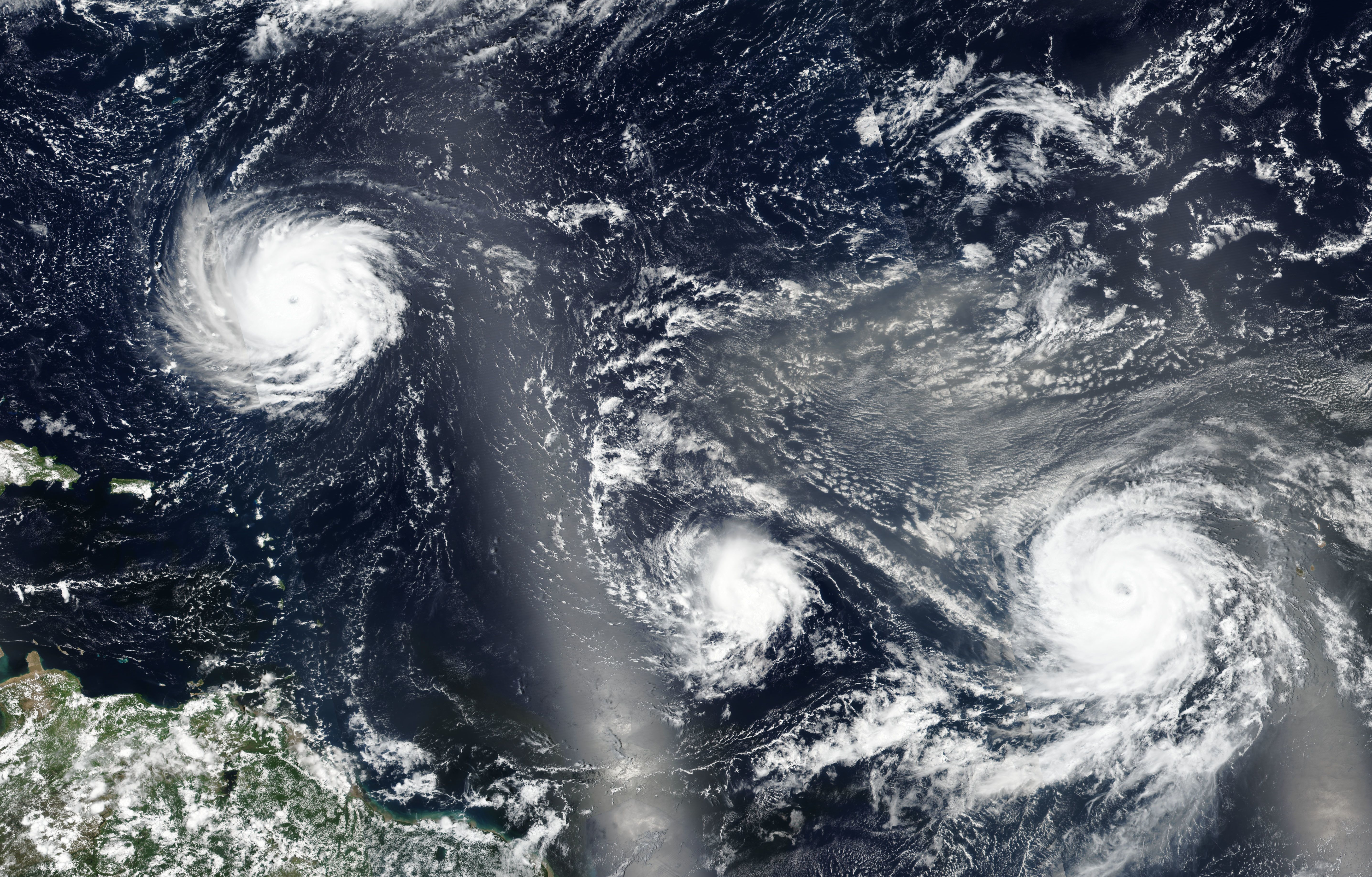
Imatge de satèl·lit de l'Atlàntic Nord mostrant els huracans Florence (esquerra), Helene (centre) i Isaac (dreta) del dia 11 de setembre

El 28 d'agost de 2018 el Centre Nacional d'Huracans (NHC) va començar a supervisar una ona tropical — un tàlveg allargat de baixa pressió d'aire — sobre l'Àfrica Occidental per a una possible ciclogènesi tropical durant els cinc dies següents. A mida que avançava cap a l'oest sota la influència dels vents alisis de l'est, les condicions ambientals favorables, inclosa la humitat àmplia i la baixacisalla del vent, van permetre una major organització de l'ona i el desenvolupament d'una àmplia activitat de ruixats i tempestes. Tot i que l'ona tropical no tenia un centre de circulació de baix nivell ben definit, l'NHC va començar a emetre avisos sobre el sistema com a potencial cicló tropical sis més tard aquell dia, ja que el sistema amenaçava Cap Verd. Els vents alisis de l'est van impulsar la pertorbació al llarg d'una trajectòria d'oest a oest-nord-oest. Cap a finals del 31 d'agost, l'organització convectiva del sistema va ser suficient perquè l'NHC actualitzés la pertorbació a la Depressió Tropical sis al sud de Santiago (Cap Verd). Mentre que la tempesta va caure sota la influència de direcció d'una forta dorsal subtropical al nord l'endemà, la moderada cisalla del vent va frenar temporalment el desenvolupament i va desplaçar la convecció a la banda est de la depressió. Més tard, però, es van desenvolupar característiques pronunciades de bandes al voltant de la circulació, la qual cosa va fer que l'NHC actualitzés la depressió a la tempesta tropical Florence a les 09:00 Z l'1 de setembre.
El desenvolupament d'un petit ennuvolat central dens i una característica ocular de nivell mitjà va significar la intensificació de Florence a nivell d'huracà a principis del 4 de setembre a unes 1,240 milles (2,000 km) a l'oest-nord-oest de Cap Verd. Poc després, el sistema es va intensificar inesperadament ràpidament en una àrea petita de baixa cisalla en un entorn de nivell superior d'altra manera advers; L'estructura central, l'ull i les bandes exteriors de l'huracà milloraren notablement, agafant desprevinguts els pronosticadors i intensificant-se més enllà dels resultats del model meteorològic. El 5 de setembre el cicló tropical assolí un pic d'intensitat màxima amb vents sostinguts d'1 minut de 130 mph (215 km/h) amb una pressió central de 950 mil·libars (28 inHg), arribant a Categoria 4 de l'escala Saffir-Simpson.En aquell moment l'augment de la cisalla feu que l'huracà es debilités ràpidament arribant a força de tempesta tropical el 8 de setembre. La formació d'una dorsal a nivell mitjà frenà el moviment cap al nord de Florence, provocant el seu gir cap a l'oest.
Les condicions ambientals cada cop foren més favorables per a la reorganització al 8 de setembre quan els caçadors d'huracans de la NOAA van començar el reconeixement del cicló, amb la disminució de la cisalla i les aigües càlides fent-se més profundes. Les bandes convectives afloraren entorn la tempesta i aparegué un ull formatiu a les imatges de satèl·lit.Encara es definí més el dens ennuvolat central de la tempesta i es va desenvolupar un paret ocular complet dins del seu nucli. Florence va recuperar l'estatus d'huracà a les 12:00 UTC el 9 de setembre amb els caçadors d'huracans mesurant vents sostinguts a la superfície de 76 mph (122 km/h). Alimentat per temperatures de la superfície del mar de 84 a 85 °F (29 a 29.5 °C), Florence es tornà a intensificar ràpidament durant la nit, i esclats convectius amb freqüents llamps van envoltar la paret de l'ull, formant un ull clarament delimitat de 12 mi (19 km) d'amplària. L'expansió de l’outflow ventilà el cicló, permetent-ne un creixement continu. El sistema va tornar a assolir ràpidament la categoria 4 intensitat a les 16:00 UTC del 10 de setembre, i Florence assolí una intensitat màxima a les 18:00 UTC de l'11 de setembre, amb vents sostinguts de 150 mph (240 km/h) i una pressió central mínima de 937 mbar (hPa; 27,67 inHg). Posteriorment es va produir un progressiu debilitament a causa d'un cicle de substitució de l'ull i un entorn menys favorable. En aquest punt la trajectòria futura de l'huracà esdevengué cada cop més incerta, ja que els models predeien un col·lapse dels corrents de direcció.
El debilitament constant va continuar a mesura que l'huracà s'acostava a Carolina del Nord i Florence caigué per sota de l'estat d'huracà important a finals del 12 de setembre. L'endemà col·lapsaren els corrents de direcció, cosa que provocà que Florence s'alentís molt mentre es desplaçava cap a la costa de Carolina del Nord. A les 11:15 UTC (7:15 AM EDT) el 14 de setembre Florence va tocar terra just al sud de Wrightsville Beach, Carolina del Nord, com a huracà de categoria 1, amb vents sostinguts de 90 mph (150 km/h) i una pressió central de 956 mbar (28.2 inHg). El lent moviment de l'huracà causà pluges catastròfiques generalitzades arreu de Carolina del Nord i del Sud. Després de tocar terra el cicló tropical ràpidament s'afeblí degut als efectes de la fricció amb terra ferma, i Florence esdevingué una depressió tropical el 16 de setembre abans de davallar a cicló extratropical l'endemà. La baixa restant de Florence es va dissipar sobre Massachusetts el 18 de setembre. Al final les restes de Florence retornaren a l'Atlàntic abans de dividir-se en dues tempestes separades. El sistema del sud es convertiria finalment en la tempesta subtropical Leslie uns dies més tard.

## Preparatius

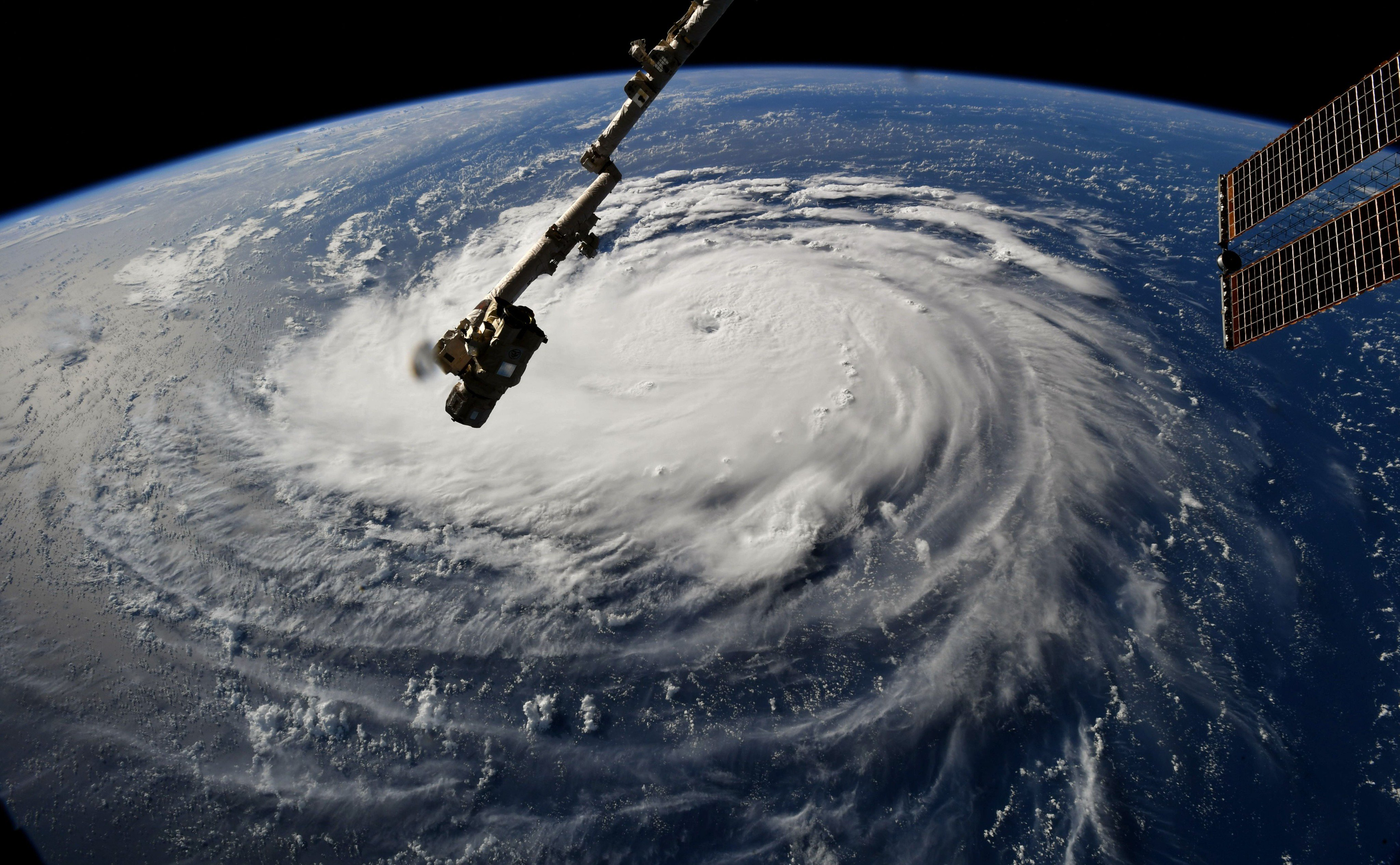
Florence vist des de l'Estació Espacial Internacional el 10 de setembre

### Cap Verd i Bermudes
A la designació del sisè cicló tropical potencial el 30 d'agost, el govern de Cap Verd difongué avisos de tempesta tropical per a les illes de Brava, Fogo i Santiago. Les companyies aèries nacionals van cancel·lar vint vols el 31 d'agost i l'1 de setembre; També es van suspendre els viatges marítims aquells dos dies. Es va aconsellar als mariners que estiguessin previnguts amb les grans onades al voltant de les illes, que podrien arribar a 9.8 a 16.4 ft (3 a 5 m). Sota l'amenaça d'onades perjudicials, l’Autoridade Nacional de Proteção Civil va evacuar 125 persones, principalment gent gran, de Furna i Rincão. Es desplegaren onze militars a Rincão per tal d'ajudar en les evacuacions i els preparatius.Els avisos de tempesta tropical es van suspendre l'1 de setembre, a mesura que el sistema avançava cap a l'oest i ja no representava una amenaça per a l'arxipèlag.
En previsió de condicions adverses Norwegian Cruise Line i Oceania Cruises canviaren els itineraris per a les naus Norwegian Escape, Norwegian Dawn i Sirena per evitar travessar el camí de l'huracà i no atracar a les Bermudes.

### Estats Units
Com que els models de previsió indicaven una amenaça creixent per al sud-est dels Estats Units, el governador de Carolina del Nord, Roy Cooper, va declarar l'estat d'emergència el 7 de setembre. Es van suspendre algunes normes de transport dels agricultors per permetre una collita més ràpida. El president Donald Trump va declarar l'emergència a Carolina del Nord, donant accés a l'estat als fons federals. Es va establir un toc de queda nocturn per a Lumberton durant la durada de l'huracà. El cost de la preparació per a afrontar l'arribada de l'huracà a Virgínia va ser de 10,8 milions de dòlars.
El governador de Carolina del Sud, Henry McMaster, també ho feu l'endemà. La Divisió de Gestió d'Emergències de Carolina del Sud (SCEMD) i Harvest Hope Food Bank començà a mobilitzar recursos per a possibles despeses de recuperació. L'SCEMD va elevar les condicions d'operació al nivell 3 el 9 de setembre, i iniciaren els preparatius per a la "possibilitat d'un desastre a gran escala", en previsió que Florence colpejaria l'estat com un gran huracà. Els funcionaris locals van establir tocs de queda durant la nit per a les ciutats d'Aynor, Conway, Dillon, Myrtle Beach i Surfside Beach per a reduir la quantitat de persones a les carreteres i permetre respostes d'emergència efectives. La totalitat dels comtats de Horry i Marion també caigueren sota les limitacions del toc de queda.
El 8 de setembre el governador de Virgínia, Ralph Northam, també va declarar l'estat d'emergència. El 10 de setembre el governador de Maryland, Larry Hogan, va declarar l'estat d'emergència per a tot l'estat, amb el potencial d'"inundacions històriques, catastròfiques i mortals a Maryland". L'11 de setembre l'alcaldessa de Washington DC, Muriel Bowser, va declarar l'estat d'emergència per a tot el districte de Columbia degut a les "amenaces imminents a la població de DC, incloses les amenaces a la salut, la seguretat i el benestar" causades per Florence. El 12 de setembre el governador de Geòrgia, Nathan Deal, va emetre un estat d'emergència per a tot l'estat.

#### Evacuació i tancaments
Les ordres d'evacuació obligatòries per als residents i turistes a l'illa Hatteras al comtat de Dare van començar el 10 de setembre, amb ordres que s'estengueren a la resta del comtat l'endemà. Les evacuacions al llarg de la resta dels Outer Banks i al comtat de Brunswick entraren en vigor l'11 de setembre. El 10 de setembre el governador Henry McMaster va ordenar evacuacions arreu de la costa de Carolina del Sud, afectant vora un milió d'habitants.
El 10 de setembre el governador de Virgínia, Ralph Northam, ordenà evacuacions obligatòries a les zones costaneres baixes a les regions de Hampton Roads i Eastern Shore a partir de l'11 de setembre, afectant a 245.000 persones. La Marina dels EUA traslladà 30 vaixells estacionats a la costa de Virgínia endins de la mar, per tal de protegir els vaixells i la costa.
A Carolina del Nord l'11 de setembre es decretaren evacuacions obligatòries per al comtat de Brunswick, comtat de Carteret, comtat de Craven, comtat d'Onslow, comtat de Pamlico, comtat de Tyrrell, North Topsail Beach, Emerald Isle, l'illa Ocracoke, Atlantic Beach, Indian Beach, Kure Beach, Pine Knoll Shores i Wrightsville Beach. L'11 de setembre es decretà l'evacuació obligatòria per a visitants i turistes a Holden Beach, Oak Island i Currituck. Es feren evacuacions voluntàries per al comtat de Bertie, el comtat de Beaufort i la ciutat de Surf. També es va dictar una evacuació voluntària per al comtat de New Hanover el 10 de setembre, inclosa Wilmington (Carolina del Nord).
La Universitat de Carolina del Nord a Wilmington decretà l'evacuació obligatòria efectiva el 10 de setembre. Tots els estudiants van ser evacuats al migdia de l'11 de setembre. La universitat va col·laborar amb la Universitat de Carolina del Nord a Asheville per allotjar estudiants que no tenien alternatives de refugi segur. A conseqüència de la tempesta es van cancel·lar els partits de futbol americà universitari programats a la North Carolina State University, East Carolina University, Universitat de Wake Forest, Appalachian State University, la Universitat de Carolina del Nord a Chapel Hill i la Universitat de Carolina del Sud. Diverses universitats de Carolina del Nord havien anunciat tancaments en preparació per a l'huracà.
A 26 comtats de l'est de Carolina del Sud es tancaren les escoles públiques fins a nou avís a partir del 10 de setembre. També s'ordenà el tancament de les oficines estatals d'aquests comtats, mentre que els funcionaris a nivell de comtat podien decidir quan tancaven les seves oficines.
Atlanta Motor Speedway, Bristol Motor Speedway, Charlotte Motor Speedway i Talladega Superspeedway van obrir els seus campaments als evacuats de l'huracà Florence de manera gratuïta.A Virgínia de l'Oest el governador Jim Justice va ordenar que se suspengués la construcció al llarg de la carretera interestatal 77 en direcció nord (West Virginia Turnpike) entre la frontera de Virgínia al comtat de Mercer i Charleston per tal de millorar el flux del trànsit per als evacuats. A banda, els parcs estatals de Virgínia Occidental van oferir tarifes reduïdes per a estades en habitacions, cabanes i càmpings fins al 18 de setembre per tal de proporcionar assistència als evacuats.

## Impacte

### Cap Verd i Bermudes
Les pluges pertorbadores i els forts vents afectaren les illes de Brava, Fogo i Santiago al Cap Verd, provocant algunes esllavissades i inundacions localitzades. D'altra banda els impactes de la tempesta van ser mínims i no es van registrar danys materials.
Arribaren grans onatges i corrents de ressaca de la tempesta a les Bermudes el 7 de setembre.

### Estats Units

#### Carolina del Nord

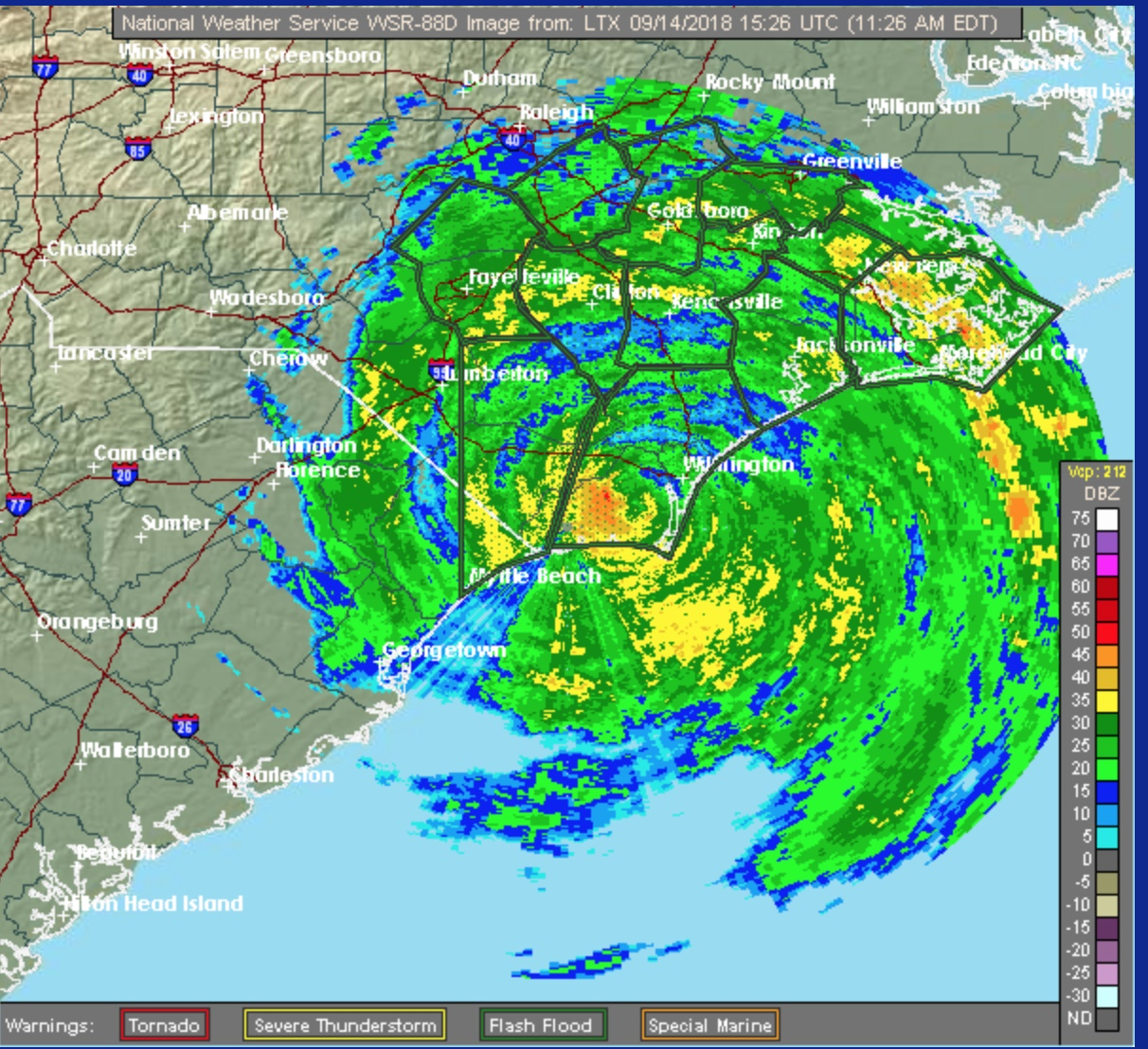
Imatge de radar de l'huracà Florence unes hores després de tocar terra el 14 de setembre

A Wrightsville Beach, Carolina del Nord, 27 persones va requerir rescat de socorristes entre el 8 i el 9 de setembre.El 13 de setembre New Bern, Carolina del Nord, s'inundà amb onades de tempesta d'uns 6 peus (1.8 m). El nivell de l'aigua ascendí al costat oest de Pamlico Sound. Els nivells d'aigua al riu Neuse a Oriental (Carolina del Nord) assoliren un màxim de 9,6 peus per sobre del normal. Els empleats de WCTI-TV, filial d'ABC (que dona servei al mercat circumdant que inclou Greenville i Jacksonville) es veieren obligats a evacuar aquella nit els seus estudis a New Bern degut a l'ascens de les aigües, amb WCTI canviant a una emissió simultània de l'estació germana de Sinclair WPDE en directe. cobertura de la tempesta fins que el personal de l'estació pogués reprendre les seves pròpies emissions. S'ha apuntat que unes 150 persones necessitaven rescat a New Bern a causa de les fortes inundacions.
Les inundacions de Florence a Carolina del Nord i Virgínia s'agreujaren per les anteriors inundacions de l'estiu que havien deixat el sòl molt saturat.
Florence va tocar terra a Wrightsville Beach, Carolina del Nord, el 14 de setembre, i a mig matí l'operatiu ja havia evacuat més de 200 persones de les aigües de la inundació, amb unes 150 més a l'espera de ser rescatades. La tempesta havia tallat l'electricitat a més de 500.000 clients a Carolina del Nord i del Sud en el moment de tocar terra i feren que el sostre d'un hotel de Jacksonville (Carolina del Nord) s'enfonsés aquell matí. El 14 de setembre, un centenar de civils, treballadors de la ciutat i la Guàrdia Nacional van treballar per omplir sacs de sorra i protegir Lumberton (Carolina del Nord) d'un punt feble identificat que ja havia causat inundacions massives durant l'huracà Matthew del 2016.
Les fortes pluges van continuar afectant les Carolines després de tocar terra. Una estació meteorològica a Swansboro, Carolina del Nord, va registrar 33.90 polzades (861 mm) de pluja, establint un nou rècord per a un cicló tropical en aquest estat. El 17 de setembre Florence havia fet caure un total de 35.93 polzades (913 mm) de pluja a Elizabethtown (Carolina del Nord) convertint-se en el cicló tropical més humit registrat a l'estat.

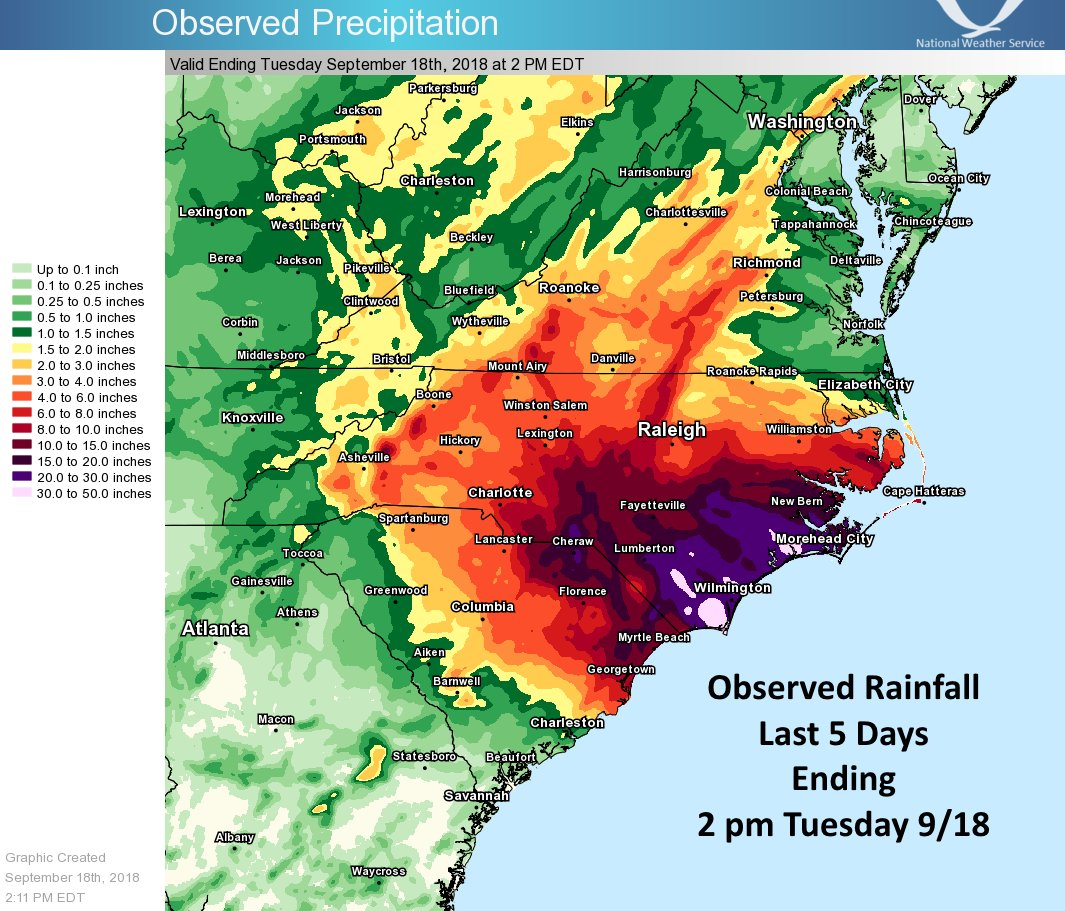
Mapa reptresentant la pluja acumulada a cinc dies amb Florence sobre les Carolines

A tot l'estat, aproximadament 2.200 carreteres primàries i secundàries foren clausurades per les inundacions, incloent llargs trams de les interestatals 40 i 95.
Els forts vents al comtat de New Hanover feren caure molts arbres i línies elèctriques, mentre que més del 90% del comtat es va quedar sense electricitat. La tempesta va baixar fins al 27.2 in (690 mm) de pluja a prop de Kings Grant. Al matí del 16 de setembre Wilmington havia registrat més pluja per causa de Florence que en qualsevol altre esdeveniment meteorològic de la història de la ciutat. A més, Florence va contribuir a l'any més plujós de la història de Wilmington, amb el total anual de precipitacions que eclipsà l'anterior rècord establert l'any 1877. La ciutat de Wilmington va quedar completament aïllada, ja que totes les carreteres que duien a la ciutat es van inundar i es consideraren intransitables, encara que una carretera no identificada es va obrir breument el 17 de setembre. La majoria dels residents es quedaren sense electricitat el 16 de setembre. També tancaren l'aeroport i el port de la ciutat. Tot i que el servei de telefonia mòbil va continuar funcionant, l'excés de demanda va tensar les xarxes. Més de 450 persones necessitaren rescat a Wilmington. Woody White, president de la junta de comissaris del comtat de New Hanover, feu un comunicat aconsellant a tots els viatgers que evitessin la zona de Wilmington. Hi hasgueren denúncies de saqueig i robatori a Family Dollar, una zona de Wilmington, amb robatori d'articles no essencials, com ara roba esportiva i sabates esportives durant l'auge de la tempesta. A causa d'aquests incidents, es va allargar el toc de queda a tota la ciutat abans de la tempesta.
A primera hora del 17 de setembre es confirmà un tornado a Elm City, Carolina del Nord.
També aquell 17 de setembre el riu Pee Dee va arribar a Ansonville als 35.4 ft (10.8 m), 2 ft (0.61 m) per sobre del nivell registrat l'any 1945.
El riu Cape Fear va créixer a 61.4 ft (18.7 m) —uns 35 ft (11 m) per sobre del nivell de desbordament: prop de Fayetteville a principis del 19 de setembre. La magnitud de les inundacions va superar àmpliament els nivells provocats per l'huracà Matthew el 2016. El proper Little River va inundar grans àrees als comtats de Cumberland i Harnett. Els ponts inundats aïllaren comunitats i dificultaren les operacions de socors.
Segons el governador Roy Cooper els danys a tot l'estat van assolir un cost d'uns 17.000 milions de dòlars, més que els danys combinats de l'huracà Floyd i l'huracà Matthew a l'estat. Les pèrdues estimades per les assegurances oscil·laven entre 2.800 i 5.000 milions de dòlar. Les inundacions relacionades amb l'huracà van danyar unes setanta-cinc mil estructures, moltes de les quals havien estat danyades anteriorment a l'huracà Matthew.

#### Carolina del Sud

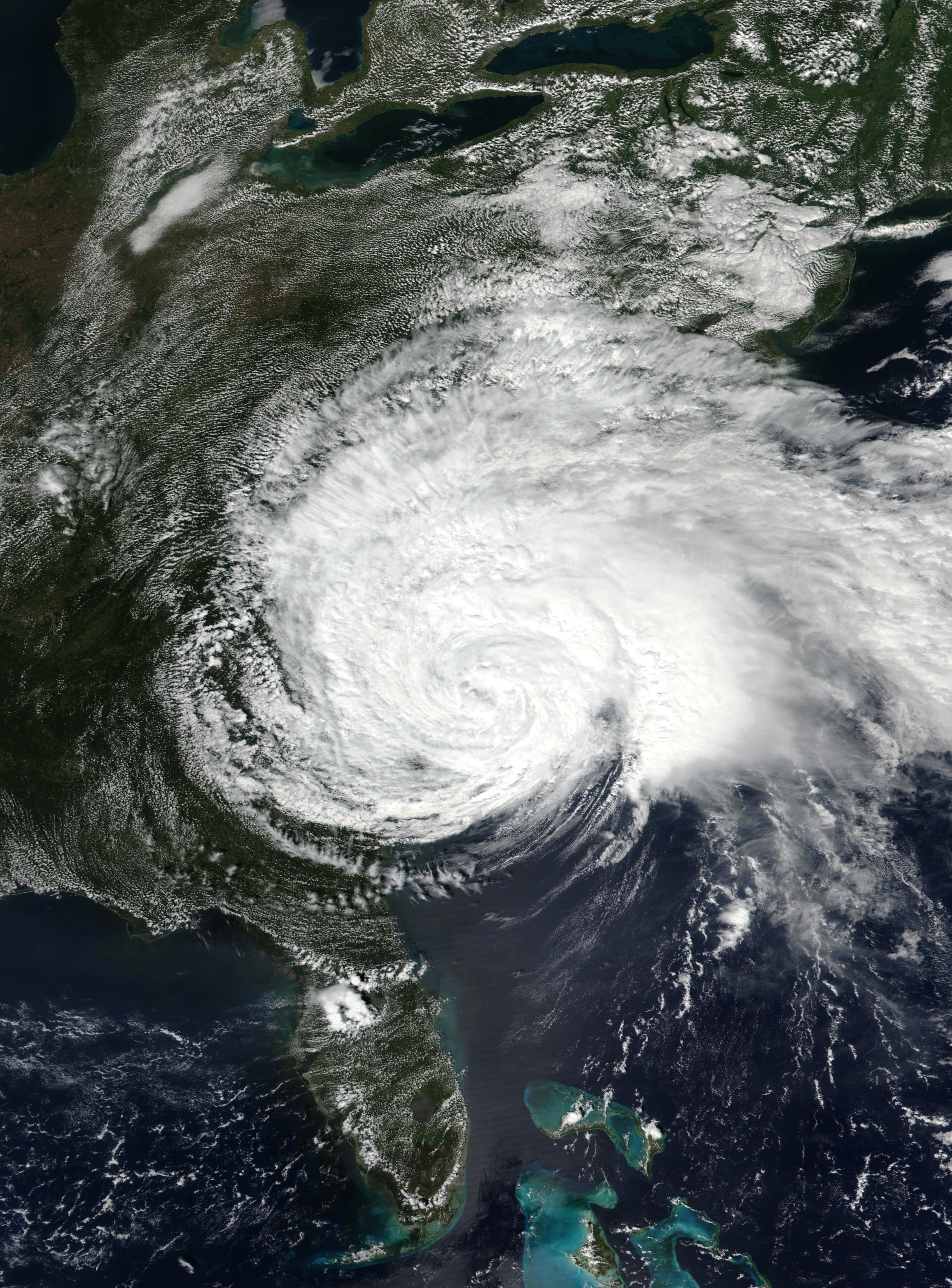
Imatge de satèl·lit de l'huracà Florence aproximadament un dia després de tocar terra sobre les Carolines, el 15 de setembre 15

També es van produir fortes pluges a Carolina del Sud, amb 23.63 in (600 mm) de precipitació a prop de Loris, establint un nou rècord estatal de pluja per un cicló tropical. Més d'un centarnar de persones foren rescatades de les seves cases i cotxes a Loris. El riu Waccamaw a Conway va arribà fins als 22.1 ft (6.7 m) el 26 de setembre, superant el rècord de l'huracà Matthew de 19.1 ft (5.8 m). En una barriada propr de la carretera 905 de Carolina del Sud, uns 5 ft (1.5 m) d'aigua va entrar en algunes cases. Més al sud, al llarg del riu Waccamaw, les cases d'un barri de Socastee es van inundar amb fins a 8 ft (2.4 m) d'aigua. A l'oest del comtat de Horry, la comunitat de Dongola va quedar aïllada durant 10 dies. El desbordament del riu inundà gairebé un miler de cases i negocis. La tempesta també va generar dos tornados al comtat de Horry, tots dos classificats EF0. El primer tornado tocà terra just al nord-nord-est de Myrtle Beach, causant danys lleus als pins prop de la Ruta 17 abans d'aixecar-se després de tocar terra durant una mitja milla. L'altre tornado va tocar terra a prop de Longs i també va danyar pins i un teulat.
També es registraren inundacions al comtat de Marion, especialment a Brittons Neck i Gresham. Diverses persones foren evacuades i no pogueren accedir a les seves cases fins l'1 d'octubre. A Nichols les inundacions van danyar unes 150 cases que s'havien reconstruït després de l'huracà Matthew. Els forts vents van fer caure arbres i línies elèctriques, i almenys una casa a Nichols va patir danys al sostre. S'inundaren unes 400 cases al comtat de Dillon. Un total de 21 cases del comtat de Darlington foren greument danyades per les inundacions, i una altra fou destruïda.
Al comtat de Chesterfield, el riu Pee Dee ascendí fins als 46.51 ft (14.18 m) a Cheraw. Tres preses properes van fallar, provocant importants inundacions a Cheraw i la ciutat de Chesterfield. Moltes carreteres es van tornar intransitables o van quedar arrasades. Un total de 226 habitatges van resultar danyats i en desturiren dos més. També es va danyar un lloc de Superfund, fet que va provocar que entrés PCB a les cases, una substància tòxica que posteriorment necessità descontaminació per part de l'Agència de Protecció Ambiental. Al comtat de Lancaster les inundacions sobtades van deixar intransitables diverses carreteres i van arrasar altres carrers. Un parc es va inundar després que el Gills Creek es desbordés. Els vents tombaren una vintenea d'arbres a la zona de Lancaster, un dels quals va caure a una casa i altres a una carretera. Les línies elèctriques van caure a través de la ruta 521, obstruint els quatre carrils. Els danys a tot l'estat ascendiren a almenys 1,2 milions de dòlars.

#### Altres llocs

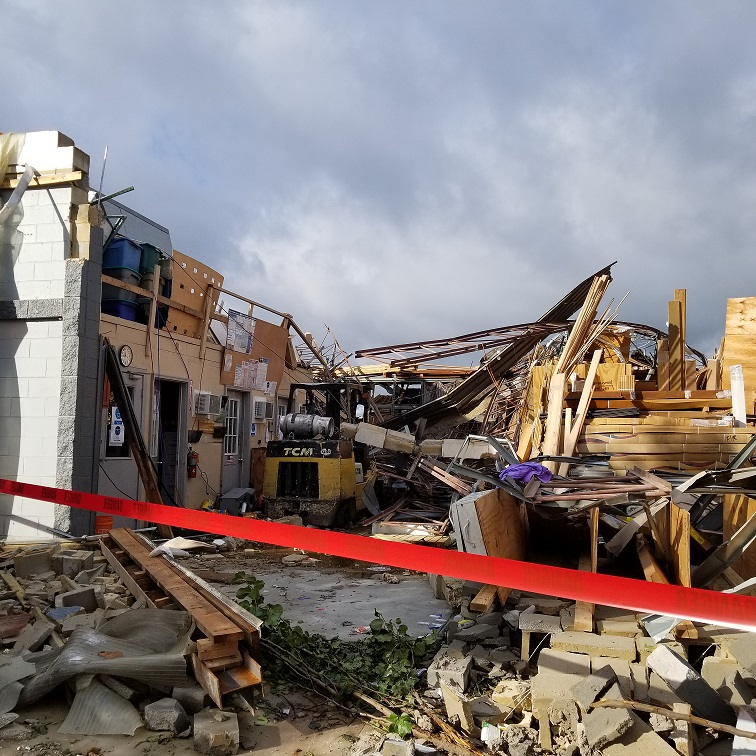
Un magatzem al comtat de Chesterfield, Virgínia, destruït per un tornado

La tempesta va generar 10 tornados a Virgínia, d'aquests 2 al comtat de Chesterfield, 1 al comtat de Hannover, 1 al comtat de Mecklenburg, 1 al comtat de Powhatan, i 5 a Richmond. La majoria d'aquests provocaren pocs danys a banda d'arbres tombats i caiguda de branques o pals elèctrics. No obstant això el tornado del comtat de Chesterfield, classificat d'EF2, danyà diversos edificis entre Winterpock i Bon Air i va destruir un magatzem, causant un mort i almenys un ferit. El tornado al comtat de Mecklenburg, classificat d'EF0, va tocar terra entre Boydton i Skipwith. S'informà d'un gran arbre danyat, amb diverses cases i dependències danyades per la caiguda d'arbres. Virginia va patir un total de 200 milions de dòlars en danys.
L'estat de Geòrgia va experimentar menys danys, sobretot per la caiguda d'arbres caiguts i línies elèctriques. Els danys a Geòrgia van ascendir a 30 milions de dòlars.
Grans onades prèvies a l'arribada de l'huracà van arribar al parc estatal d'Assateague, Maryland, el 9 de setembre, fent que el Departament de Recursos Naturals de Maryland tanqués indefinidament l'accés a la platja.

#### Defuncions
| Estat             | Defuncions | Defuncions | Defuncions |
| Estat             | Directe    | Indirectes | Total      |
| ----------------- | ---------- | ---------- | ---------- |
| Florida           | 2          | 0          | 2          |
| Carolina del Nord | 15         | 25         | 40         |
| Carolina del Sud  | 4          | 5          | 9          |
| Virgínia          | 3          | 0          | 3          |
| Total             | 24         | 30         | 54         |

Els corrents de ressaca i el mar agitat a New Smyrna Beach, Florida, feu que s'haguessin de rescatar 13 persones; una víctima va morir a un hospital i altres dues van tenir ferides per l'impacte. Un home es va ofegar l'11 de setembre a Playalinda Beach (Florida), mentre intentava rescatar un nen de 10 anys atrapat en un corrent de ressaca. Un nen es va ofegar a Green Swamp a prop de Sumter, Carolina del Sud, després que l'aigua alliberada de la segona peixera del segon molí va desembocar al riu.
Dues persones a Carolina del Nord van morir mentre intentaven evacuar: una al comtat de Columbus i una altra al comtat de Wayne.A Wilmington una mare i el seu nadó van morir quan un arbre va caure sobre casa seva. A Hampstead una dona va morir d'un atac de cor; els arbres caiguts a les carreteres van impedir que els primers intervenents hi arribessin. Una persona es va electrocutar al comtat de Lenoir quan connectava un generador en condicions humides.Un incendi a una casa a Fayetteville va matar un matrimoni. Les inundacions d'aigua dolça mataren almenys onze persones: una al comtat d'Anson, vuit al comtat de Duplin i dues al comtat de Scotland. Un home va morir a Kinston pels forts vents quan controlava els seus gossos de caça. Un nadó de tres mesos va morir al comtat de Gaston quan un arbre va aixafar una casa mòbil. Al Comtat de Union (Carolina del Nord) una dona va conduir per una barrera cap a una carretera inundada i el seu vehicle va ser arrossegat. Els socorristes van salvar la mare, però el seu nadó d'un any es va ofegar. L'hidroplanatge d'un camió de 18 rodes va sortir de la carretera interestatal 85 prop de Kings Mountain i es va estavellar contra un arbre; el vehicle es va trencar per la meitat, matant el conductor. Dos accidents més provocaren la mort de dues persones: un home gran va morir a causa de la pèrdua d'oxigen relacionada amb la malaltia pulmonar obstructiva crònica durant un tall de corrent, i una persona es va esfondrar i va morir al comtat de Sampson mentre ajudava a un evacuat. Una persona es va ofegar al riu Cape Fear, prop de Cedar Creek, després de negar-se a fer cas a les ordres d'evacuació. El 20 de setembreun home al comtat de Brunswick va morir després de ser aixafat per un arbre que estava desembarrassant. A finals de setembre, dues persones van morir a Carolina del Nord mentre reparaven els danys causats per l'huracà Florence a les seves cases, la qual cosa va elevar el nombre de morts a l'estat a 39.
Tres morts atribuïdes en un primer moment a l'huracà es van considerar posteriorment no relacionades. Una dona va morir per causes desconegudes en un refugi, i dues persones trobades mortes a Harkers Island foren considerades víctimes d'un assassinat-suïcidi.
Dues persones moriren per intoxicació per monòxid de carboni a Loris, Carolina. Un vehicle amb tres ocupants perdé el control en una carretera inundada al comtat de Georgetown; un passatger morí mentre el conductor i un altre passatger sobrevisqueren. Una dona morí quan el seu vehicle topà contr un arbre caigut prop de Union. un vehicle perdé el control a la interestatal 20 prop de Columbia i s'estavellà contra un suport d'un pont, matant al conductor. Un altre accident fatal passà prop de Columbia quan una dona conduïa per una carretera inundada i s'estavellà contra un arbre. El 18 de setembre una autocaravana que duia dos pacients mentals del comtat de Horry a Darlington; el vehicle va ser arrossegat per l'aigua en moviment ràpid al U.S. Route 76— el riu Little Pee Dee mesurant 0.5 mi (0.80 km) en aquell punt.Els dos assistents sanitaris pogueren escapar de l'autocaravana i sobrevisqueten; tanmateix les dues dones a qui traslladeven al darrere, que anaven encadenades, s'ofegaren. Els encarregats del trasllat foren posats en excedència administrativa.
El 17 de setembre deu tornados de forces entre EF0 i EF2 tocaren terra a Virgínia provocant una mort al comtat de Chesterfield, Virgínia. Una altra persona va morir quan el seu vehicle fou arrossegat en una carretera inundada a Louisa.
Un home de 69 anys del comtat de Robeson, Carolina del Nord, la casa del qual va quedar danyada, sembla que es va suïcidar.

#### Agricultura i efectes ambientals

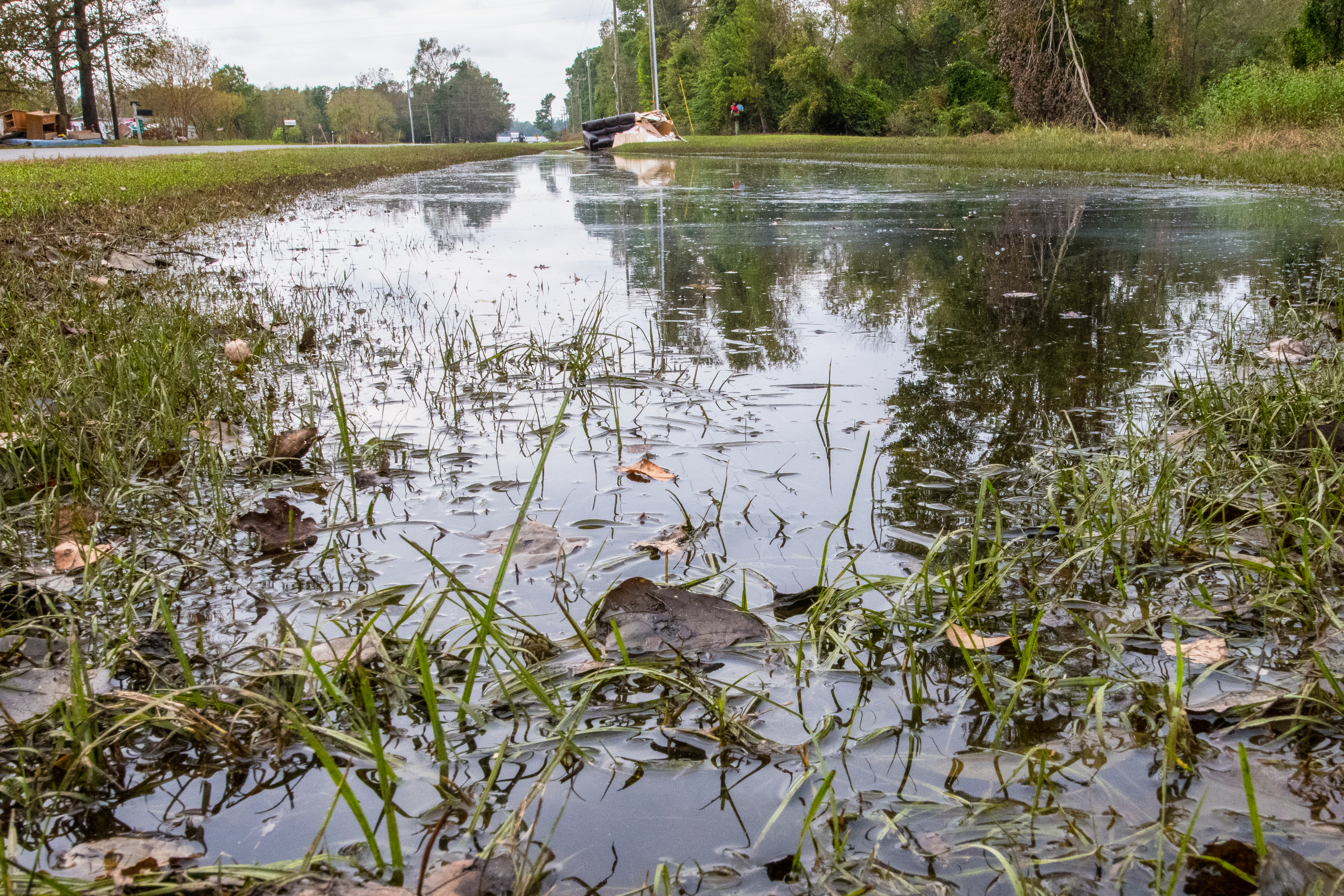
Terres de conreu inundades al comtat de Duplin, Carolina del Nord, arran de Florence

Grans inundacions afectaren sectors de la indústria agrícola de Carolina del Nord i van resultar especialment perjudicials per al bestiar. Fins al 18 de setembre el Departament d'Agricultura de Carolina del Nord va declarar que morienen 3,4 milions de pollastres i galls dindis i 5.500 porcs van morir en granges inundades. Desenes de granges van romandre aïllades amb animals que no podien ser alimentats. Els munts de fem emmagatzemats en aquestes granges foren arrossegats per les crescudes dels rius, una dotzena de pous que contenien residus animals foren malmesos per les inundacions i els sediements.
Més de cent trenta basses de purins es van veure compromeses, i trenta-tres es van desbordar fins al punt d'abocar el seu contingut a la conca del riu Cape Fear. La cobertura mediàtica de l'huracà va fer comparacions amb l'huracà Floyd; Smithfield Foods, propietari de moltes de les granges de porcs de l'est de Carolina del Nord, fou criticat en aquell moment per permetre que les basses es desbordessin i en prometé millores per tal prevenir futurs incidents de contaminació.
El 16 de setembre, uns 5 milions de galons d'aigües residuals parcialment tractades es van vessar al riu Cape Fear després que una planta de tractament va perdre energia. Uns 2.000 estimats yd3 (1.530 m3) de cendra de carbó de la central elèctrica tancada de Sutton, prop de Wilmington, també foren arrossegades al riu. Pluges torrencials de la mateixa tempesta, estimades en 30 polzades (760 mm), també va provocar que un pantà s'aboqués a la bassa de refrigeració. El 19 de setembre, el complex energètic HF Lee de Goldsboro es va inundar fins al punt que les seves tres basses foren completament inundades i van començar a alliberar cendres de carbó al riu Neuse.

#### Animals domèstics i del zoo
A partir que la tempesta tocà terra els equips de rescat locals i els donants i organitzacions nacionals treballaren per tal d'ajudar les nombroses mascotes que s'havien separat dels seus propietaris o al costat dels seus propietaris. Altres es dirigiren a Carolina del Sud i del Nord per evacuar animals i portar-los fora de la zona d'impacte dels huracans, mentre que refugis d'altres estats acceptaren animals d'aquests estats. Molts socorristes estaven buscant residents locals que necessitaven ajuda o ajuda per a l'evacuació, i van descobrir alguns animals en gàbies inundades, alguns intentant buscar refugi i altres encallats als porxos.
Els animals de zoològic, com els del zoològic de Virgínia, estaven protegits a les parts interiors i protegides a dins dels seus recintes. Altres zoològics com el zoològic de Carolina del Nord es van veure lleugerament afectats per la tempesta i van obrir el 18 de setembre, i van oferir entrada gratuïta per als evacuats del 18 al 21 de setembre.

## Conseqüències

### Evacuats
El 19 de setembre, després de la fi de la pluja, la majoria dels evacuats van ser instats pels funcionaris a mantenir-se allunyats de casa seva mentre els rius continuaven creixent; l'amenaça potencial d'inundacions es va mantenir alta, les carreteres van romandre tancades i milers de persones no tenien electricitat per a les seves cases. A moltes persones a qui les cases havia danyat l'huracà se'ls hi oferí ajuda a través dels refugis de la Creu Roja, ajudes al lloguer de la Federal Emergency Management Agency (FEMA) o utilitzant propietats de lloguer sense danys fins que les seves cases fossin habitables. La FEMA va utilitzar Programes d'Assistència d'Acollida de Transició per pagar les estades a hotels mentre buscaven solucions més permanents, els programes tenien 342 llars i un total de 1.044 persones al 3 d'octubre.

### Restauració de l'energia
Després de la tempesta més de 40.000 treballadors dels Estats Units i el Canadà van anar a les Carolines per ajudar a restablir l'energia, segons l'Edison Electric Institute.

### Carreteres
La continuada inundació tallà moltes carreteres importants durant els dies després del pas de l'huracà. El 15 de setembre el North Carolina Department of Transportation (NCDOT) va demanar als conductors que evitessin conduir a Carolina del Nord, i els va indicar que fessin un desviament a Richmond, Virgínia, per la Interestatal 64 oest fins a la Interestatal 81 al sud a Tennessee fins a la Interestatal 40 a l'oest fins a la Interestatal 75 al sud a Geòrgia fins a la Interestatal 16 a l'est fins a la interestatal 95. Deu dies després, el 23 de setembre, es reobriren trams de la I-95 i la I-40 a Carolina del Nord mentre que centenars d'altres carreteres romangueren tancades. Milers de peixos morts van haver de ser netejats de la carretera interestatal 40 al comtat de Pender, Carolina del Nord, i s'informà d'una balena de 20 peus de llarg, arrossegada a platges i zones residencials, decidint-se retirar-la i enterrar-la.

### Esforços de rescat

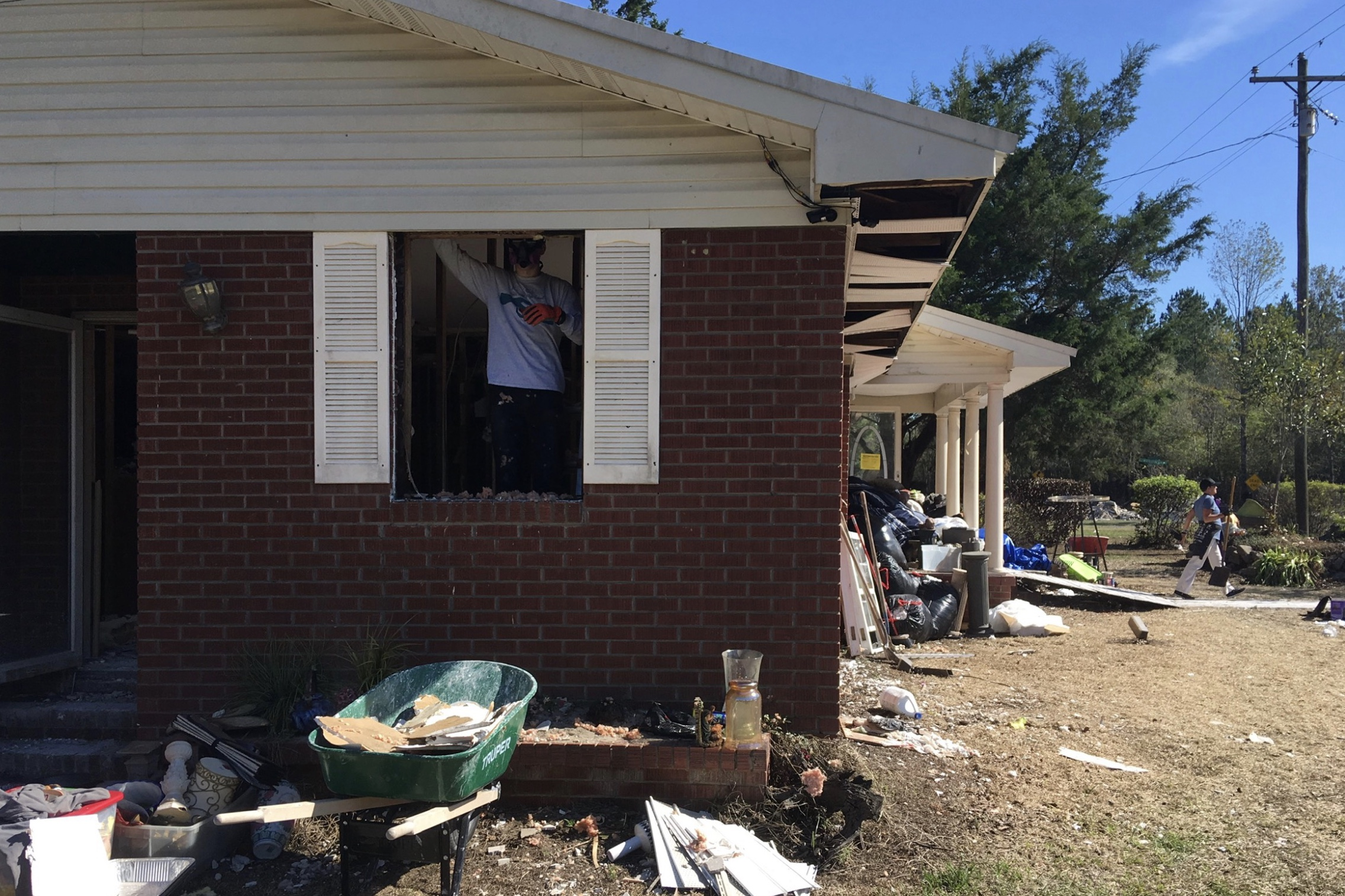
Neteja i voluntariat després de la tempesta al comtat de Pender, Carolina del Nord.

El president Donald Trump va visitar Carolina del Nord i del Sud el 19 de setembre i va parlar amb els treballadors dels equips d'emergències en un hangar d'avions a l'estació aèria del Marine Corps a Cherry Point. També es va comprometre a proporcionar als funcionaris estatals tot el suport necessari per a les operacions de recerca i rescat. A més, va prometre assegurar-se que els estats continuarien rebent ajuda mentre es reconstruïssin després de la tempesta. El governador de Carolina del Sud McMaster va sol·licitar 1.200 milions de dòlars en finançament federal per a la recuperació, inclosos 165 milions de dòlars sota el Programa Nacional d'Assegurança contra Inundacions i 125 milions de dòlars per a l'agricultura. El 23 de setembre el Congrés dels Estats Units començà a deliberar un paquet d'ajudes de 1.700 milions de $ per a les Carolines.

### Investigació
Després que dos pacients d'un hospital psiquiàtric van morir quan la furgoneta que els duia fou arrossegada per les inundacions, la Divisió de Compliment de la Llei de l'Estat i la Patrulla de Carreteres van obrir una investigació sobre l'incident, i els agents implicats, que estaven escortant les dones i van ser rescatats des de dalt de la furgoneta, foren posats en excedència administrativa. Els familiars de les difuntes es van reunir amb funcionaris electes de Carolina del Sud per discutir l'incident i els canvis que volien que es fessin per evitar altres morts.

### Connexió amb el canvi climàtic
Es van realitzar diversos estudis per avaluiar el pes del canvi climàtic sobre l'impacte de l'huracà Florence. Les projeccions anteriors a l'arribada a terra feien que l'huracà podria ser fins a un 50% més gran i 50 milles més ample donats els efectes de l'escalfament antròpic. No obstant això, les condicions reals en el moment de tocar terra eren menys greus, de manera que les anàlisis posteriors a l'huracà indiquen que l'escalfament va provocar un augment de la pluja total d'un 5% i un augment del diàmetre d'unes 1,5 milles. Quan Associated Press va contactar a disset meteoròlegs i científics del clima després de l'huracà, la majoria va coincidir que l'escalfament causat pels humans va empitjorar els efectes de la tempesta. No obstant això, alguns encara dubten a fer aquestes declaracions sobre huracans individuals.

### Jubilació
Degut als danys i la pèrdua de vides a les Carolines l'Organització Meteorològica Mundial va retirar el nom Florence de les llistes de noms rotatius de l'Atlàntic el 20 de març de 2019 a la 41a sessió del comitè d'huracans de la RA IV, i mai més es farà servir per un huracà atlàntic. Preveieren la seva substitució per Francine per a la temporada 2024.